# Nowa Zelandia na Letnich Igrzyskach Olimpijskich 1924
Reprezentacja Nowej Zelandii na Letnich Igrzyskach Olimpijskich 1924 w Paryżu składała się z 4 zawodników, którzy wystartowali w 3 konkurencjach (wszystkie 3 indywidualne).
Był to drugi występ reprezentacji Nowej Zelandii na letnich igrzyskach olimpijskich, po Igrzyskach w Antwerpii. Wszyscy zawodnicy byli debiutantami. Arthur Porritt, z zawodu lekarz, zdobył drugi w historii Nowej Zelandii medal na igrzyskach olimpijskich po Darcy Hadfield'zie. W pozostałych dyscyplinach Nowozelandczycy  zajmowali odległe miejsca. W klasyfikacji medalowej Nowa Zelandia zajęła ostatecznie 26 pozycję ex aequo z Portugalią, Monako, Haiti, Japonią i Rumunią.

## Medale
| Medal | Zawodnicy      | Sport         | Data    |
| ----- | -------------- | ------------- | ------- |
| brąz  | Arthur Porritt | Lekkoatletyka | 7 lipca |

## Wyniki

### Boks
Reprezentacja Nowej Zelandii wystartowała po raz pierwszy w boksie. Jedynym reprezentantem kraju był Charlie Purdy, który wystartował w wadze lekkiej. W pierwszej rundzie trafił na Francuza Arnolda Tholeya, z którym przegrał, tym samym kończąc swój udział w igrzyskach. 
| Zawodnik      | 1/16                    | 1/8 | ćwierćfinał | półfinał | finał | Miejsce |
| ------------- | ----------------------- | --- | ----------- | -------- | ----- | ------- |
| Charlie Purdy | Arnold Tholey (Porażka) |     |             |          |       | 17      |

### Lekkoatletyka
Reprezentacja Nowej Zelandii wystartowała w lekkoatletyce po raz drugi. Jedynym zawodnikiem reprezentującym Nową Zelandię był Arthur Porritt, który zdobył brązowy medal w biegu na 100 metrów. Wystartował również w biegu na 200 metrów, który nie zakończył się dla niego sukcesem. 
| Zawodnik       | konkurencja | eliminacje                               | ćwierćfinał                                | półfinał                             | finał     | Miejsce |
| -------------- | ----------- | ---------------------------------------- | ------------------------------------------ | ------------------------------------ | --------- | ------- |
| Arthur Porritt | 100 m       | 2 miejsce w swoim biegu eliminacyjnym QU | 2 miejsce w swoim biegu ćwierćfinałowym QU | 2 miejsce w swoim biegu półfinałowym | 3 miejsce | 3       |
| Arthur Porritt | 200 m       | 1 miejsce w swoim biegu eliminacyjnym QU | 1 miejsce w swoim biegu ćwierćfinałowym QU | 6 miejsce w swoim biegu półfinałowym |           |         |

### pływanie
Reprezentacja Nowej Zelandii wystąpiła na igrzyskach po raz drugi, po debiucie na igrzyskach w 1920 roku, rozgrywanych w Antwerpii. Nową Zelandię reprezentowali pływak Clarrie Heard i pływaczka Gwitha Shand. Nowozelandzcy pływacy nie zdobyli medali.
| Zawodnik      | konkurencja                      | eliminacje   | półfinał     | finał | Miejsce |
| ------------- | -------------------------------- | ------------ | ------------ | ----- | ------- |
| Clarrie Heard | 200 m stylem klasycznym mężczyzn | 3 miejsce    |              |       |         |
| Gwitha Shand  | 100 m stylem dowolnym kobiet     | 2 miejsce QU | 3 miejsce    |       |         |
| Gwitha Shand  | 400 m stylem dowolnym kobiet     | 1 miejsce QU | 3 miejsce QC | DNF   |         |